# Isla Herald
La isla Herald (del ruso: Остров Геральд) es una pequeña y aislada isla de Rusia en el mar de Chukchi, a 70 km al este de la isla de Wrangel. Se levanta en acantilados, por lo que es bastante inaccesible, ya sea por barco o por avión. Una franja de costa esta en su parte noroeste, donde los acantilados se han derrumbado en un montón de rocas y grava. Su superficie es de 11,3 km² y la altura máxima sobre el nivel del mar llega a 364 m. La isla está deshabitada y no tiene glaciares.
Varias naciones participaron en el descubrimiento y la exploración de la isla de Herald. La isla fue descubierta en 1849 por sir Henry Kellett, capitán del buque de investigación HMS Herald, que estaba en busca de una expedición desaparecida de sir John Franklin. Kellett desembarcó en la isla de Herald y le dio el nombre de su barco. También avistó la isla de Wrangel en la distancia.